# Harvest Moon DS: Grand Bazaar
Harvest Moon DS: Grand Bazaar est un jeu vidéo de rôle et de simulation de vie développé et édité par Marvelous Interactive, sorti en 2008 sur Nintendo DS.

## Accueil
- Nintendo Life : 8/10[1]